# Nevolte Urza.cz.
Nevolte Urza.cz., celým názvem oficiálně Urza.cz: Nechceme vaše hlasy; ke svobodě se nelze provolit. Odmítneme každou politickou funkci; nechceme totiž lidem nařizovat, jak mají žít. Máme jinou vizi. Jdeme jinou cestou – najdete ji na webu www.urza.cz, je česká politická strana, založená anarchokapitalistou Martinem Urzou před volbami do Poslanecké sněmovny 2021, ve kterých sám kandidoval, ale nechtěl být zvolen.

## Program
Strana odmítá veškeré politické funkce, což odůvodňuje tím, že by podle ní nikdo neměl nikomu vládnout silou. Strana i po volbách odmítá přijmout jakoukoliv funkci a zavazuje se, že v případě zvolení složí každý takto získaný mandát (odmítnou-li mandát postupně všichni náhradníci strany, zůstane tento mandát uprázdněný až do konce volebního období).
Hlavním cílem strany je dle jejich zakladatelů rozpoutání celospolečenské debaty ohledně škodlivosti státu v určitých směrech a implementací volného trhu na tyto oblasti. Dále strana tvrdí, že stát dnes zasahuje až moc do svobody občanů a měl by se tudíž omezit. Myšlenky hnutí vychází z anarchokapitalismu.

## Historie
Vznik strany inicioval Martin Urza v dubnu roku 2021, kdy začal sbírat podpisy mezi svými příznivci. V červenci bylo sesbíráno již 1618 podpisů (1000 je potřeba k založení politické strany), ovšem první pokus o zaregistrování strany ministerstvo vnitra zamítlo. Hnutí tedy pozměnilo své stanovy a druhý pokus o zaregistrování již proběhl úspěšně.
Tereza Urzová, lídryně kandidátky v Plzeňském kraji, již v minulosti byla členkou strany Svobodní a v roce 2014 kandidovala do Evropského parlamentu.

## Lídři v krajích pro volby v roce 2021

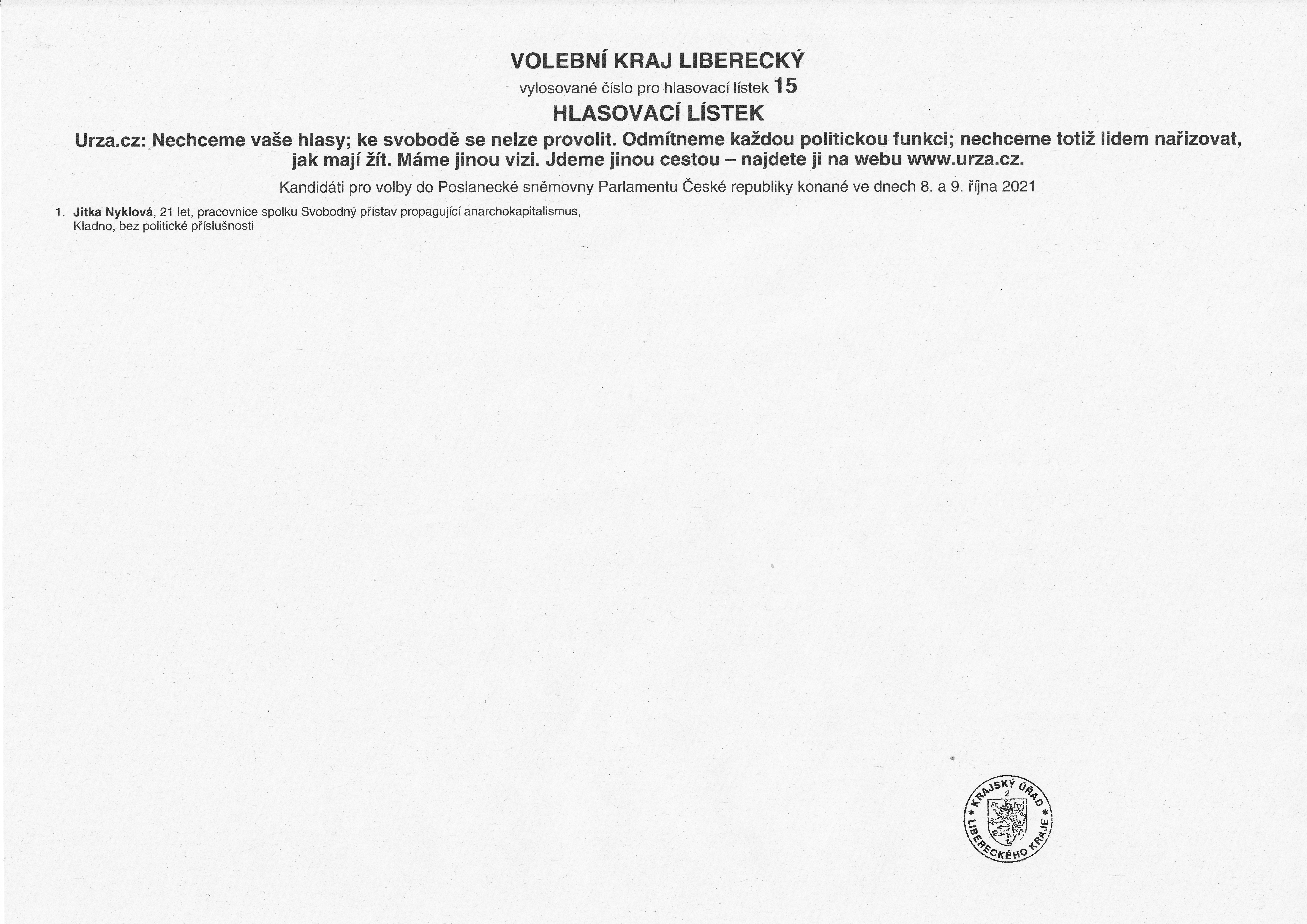
Volební lístek ve volbách do PSP ČR v roce 2021 v Libereckém kraji.

Následující osoby kandidovaly v jednotlivých krajích (strana byla také specifická v tom, že kromě Plzeňského kraje za ni v každém kraji kandidovala pouze jedna osoba):
| Kraj            | Lídr                    | Lídr             | Dvojka kandidátky | Dvojka kandidátky |
| Kraj            | Jméno                   | Strana           | Jméno             | Strana            |
| --------------- | ----------------------- | ---------------- | ----------------- | ----------------- |
| Praha           | Martin Urza             | Nevolte Urza.cz. |                   |                   |
| Středočeský     | Jana Urzová             |                  |                   |                   |
| Jihočeský       | Klára Kárníková         |                  |                   |                   |
| Plzeňský        | Tereza Urzová           | Nevolte Urza.cz. | Miroslav Suchý    |                   |
| Karlovarský     | Veronika Löbelová       |                  |                   |                   |
| Ústecký         | Anna Honzíková          |                  |                   |                   |
| Liberecký       | Jitka Nyklová           |                  |                   |                   |
| Královéhradecký | Jiří Lžičař             |                  |                   |                   |
| Pardubický      | Jana Isabella Růžičková |                  |                   |                   |
| Vysočina        | Radka Mužíková          |                  |                   |                   |
| Jihomoravský    | Rosalie Stříbrná        |                  |                   |                   |
| Olomoucký       | Lucie Komárková         |                  |                   |                   |
| Zlínský         | Igor Bogdanov           |                  |                   |                   |
| Moravskoslezský | Kateřina Přibylová      |                  |                   |                   |